# Oblò

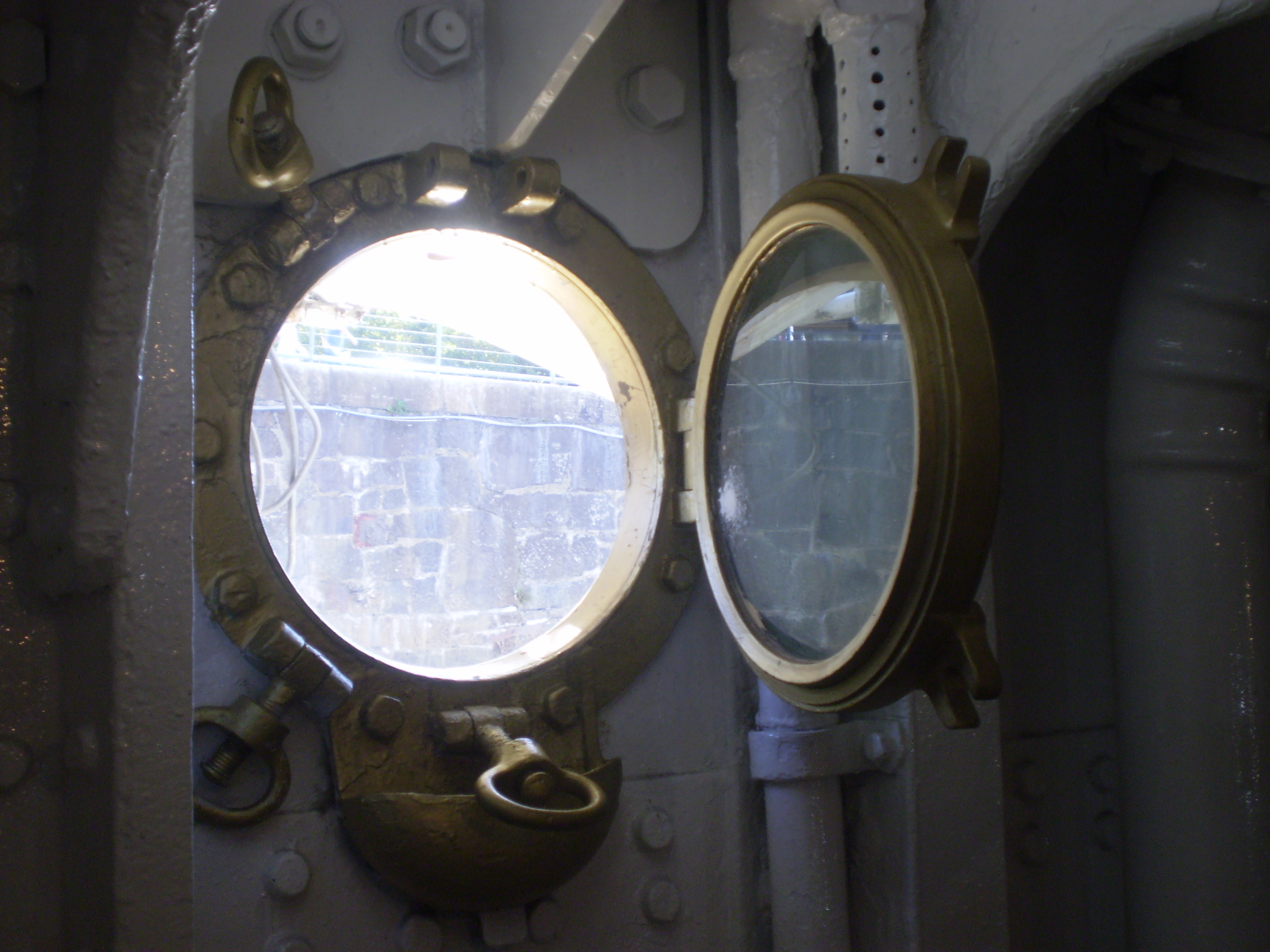
Un oblò navale

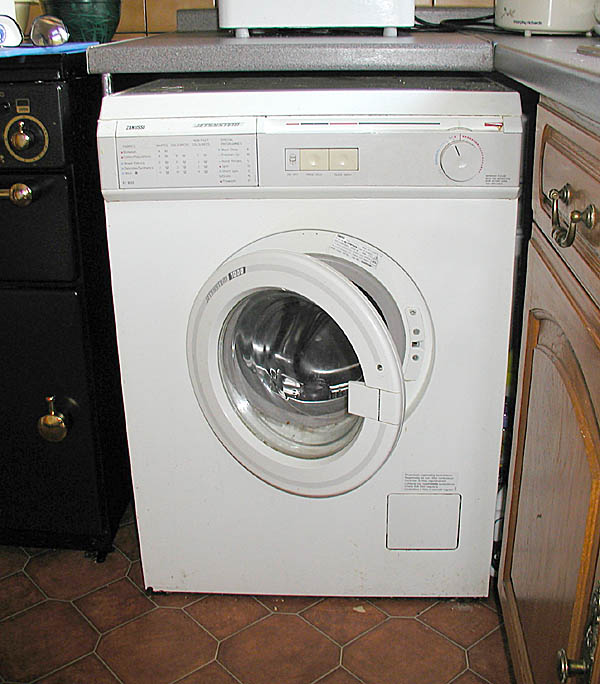
L'oblò di una lavatrice

Il termine oblò è stato introdotto nella lingua italiana solo a partire dal XX secolo, come adattamento del francese "hublot".

## Descrizione
L'oblò è un'apertura, un foro circolare di modeste dimensioni, realizzato su di una superficie e tamponato da una lastra in vetro supportata da un telaio. A differenza di una finestra vera e propria, il suo uso avviene in condizioni in cui sia necessario poter scrutare l'esterno, ma nello stesso tempo esporsi ad esso il meno possibile, date alcune caratteristiche di insidiosità che in determinati contesti l'ambiente può assumere. Per spiegarci meglio, l'oblò nasce in primo luogo nel mondo della marina, in quanto costituisce a tutt'oggi il piccolo portellino che si ritrova sui fianchi delle navi, per portare aria e luce ai locali interni (l'uso di una finestra vera e propria sarebbe pericoloso, poiché le lastre di vetro, essendo più fragili in quanto più estese, sarebbero esposte alla forza del mare). Per lo stesso identico motivo, l'oblò è stato applicato, successivamente, ad altri strumenti di "navigazione", come gli aerei e i veicoli spaziali.
Nelle navi, gli oblò sono dotati di un robusto telaio di metallo (generalmente ottone) e di una lastra di spesso vetro; sono inoltre chiudibili in modo da assicurare la tenuta stagna e possono fungere anche da oscuramento per la nave stessa.
Nell'ambiente domestico, il termine oblò richiama automaticamente l'elettrodomestico per eccellenza, la lavatrice: è il piccolo sportello in vetro di forma circolare, attraverso cui si effettua il carico della biancheria e si possono controllare le fasi del lavaggio.
L'uso dell'oblò è stato anche recepito dal mondo delle costruzioni: la sua forma tondeggiante, capace di far defluire, a differenza di una classica apertura rettangolare, la luce lungo la sua superficie, è spesso divenuta elemento di caratterizzazione di alcune architetture storiche del passato (si vedano ad esempio le opere dell'architetto svizzero Mario Botta o dell'architetto statunitense Louis Kahn).
Un esempio di uso "seriale" di tale elemento architettonico, lo ritroviamo invece sui balconi del cosiddetto "Complesso delle Lavatrici" o un fabbricato situato sulla collina sovrastante l'autostrada dei Fiori in corrispondenza dei quartieri di Prà e di Pegli, alla periferia occidentale di Genova, che ha guadagnato una simile nomina in quanto l'edificio sembrerebbe venir fuori da una composizione di lavatrici accatastate tra loro.
L'architetto olandese Marlies Rohmer ha reinterpretato il tema nell'originale progetto per il centro di degenza diurna per malattie mentali De Zeester in Norwijk.